# Tom Terriss
Tom Terriss, nato Thomas Herbert F.Lewin, (Londra, 28 settembre 1872 – New York, 8 febbraio 1964), è stato un regista, attore, sceneggiatore e produttore cinematografico britannico, attivo dal 1914 al 1935.

## Biografia
Nato a Londra nel 1872, Tom Terris iniziò la sua carriera artistica in teatro. Lavorò come attore e coreografo. Negli Stati Uniti, il suo nome appare negli spettacoli di Broadway in alcune produzioni del 1904. Passò al cinema nel 1914: è di quell'anno The Mystery of Edwin Drood, film tratto dal romanzo incompiuto di Dickens che Terris sceneggiò, interpretò e che diresse insieme a Herbert Blaché.
Fondò una compagnia di produzione, la Terriss Feature Film Company per produrre i suoi film, in gran parte adattamenti di lavori teatrali. Interpretò una decina di film, ne sceneggiò 14 e ne diresse 45 (questi girati tutti nel periodo del muto).

### La famiglia
Il suo vero nome era Thomas Herbert F.Lewin. La sua era una famiglia di teatranti: suo padre, William Terriss, era un attore come anche sua sorella Ellaline, popolare protagonista della scena teatrale londinese. La figlia di Tom, Millie Terriss, continuò pure lei la tradizione familiare.
Nel 1897, la famiglia restò coinvolta in un omicidio: William Terriss venne assassinato da un attore disoccupato, Richard Archer Prince. Sua madre morì poco dopo la morte del marito. Il delitto occupò per settimane le prime pagine dei giornali.

## Spettacoli teatrali
- The Medal and the Maid, libretto di Owen Hall (Broadway, 11 gennaio 1904)
- Letty, di Arthur Wing Pinero  (Broadway, 12 settembre 1904)

## Filmografia

### Regista
- The Mystery of Edwin Drood, co-regia Herbert Blaché (1914)
- The Pursuing Shadow (1915)
- Flame of Passion (1915)
- Papa's Wife (1915)
- The Pearl of the Antilles (1915)
- The Blackmailers (non confermato) (1915)
- Love and War (non confermato) (1915)
- A Woman of the World (1916)
- My Country First (1916)
- The Fettered Woman (1917)
- The Woman Between Friends (1918)
- The Song of the Soul (1918)
- The Business of Life (1918)
- The Triumph of the Weak (1918)
- Find the Woman (1918)
- To the Highest Bidder (1918)
- Everybody's Girl (1918)
- The Captain's Captain (1919)
- The Lion and the Mouse (1919)
- The Cambric Mask (1919)
- The Third Degree (1919)
- The Spark Divine (1919)
- The Bramble Bush (1919)
- The Climbers (1919)
- The Vengeance of Durand (1919)
- The Tower of Jewels (1920)
- The Fortune Hunter (1920)
- Captain Swift, co-regia di Chester Bennett (1920)
- Trumpet Island (1920)
- Dead Men Tell No Tales (1920)
- The Heart of Maryland (1921)
- Boomerang Bil (1922)
- Find the Woman (1922)
- The Challenge (1922)
- The Harbour Lights (1923)
- Fires of Fate (1923)
- The Desert Sheik (1924)
- The Bandolero (1924)
- His Buddy's Wife (1925)
- The Romance of a Million Dollars (1926)
- Sumuru (1927)
- Temptations of a Shop Girl (1927)
- Beyond London Lights (1928)
- Clothes Make the Woman (1928)
- The Naughty Duchess (1928)

### Sceneggiatore
- The Mystery of Edwin Drood (1914)
- Flame of Passion, regia di Tom Terriss - storia e sceneggiatura (1915)
- My Country First (1916)
- The Woman Between Friends (1918)
- The Song of the Soul, regia di Tom Terriss (1918)
- A Game with Fate (storia) (1918)
- The Captain's Captain (1919)
- The Cambric Mask (1919)
- The Bandolero (1924)
- His Buddy's Wife (1925)
- Sumuru, regia di Tom Terriss (1927)
- Clothes Make the Woman (scen + storia) (1928)
- The Naughty Duchess (1928)
- Circumstantial Evidence (storia) (1935)

### Attore
- The Chimes, regia di Herbert Blaché (1914)
- The Mystery of Edwin Drood (1914)
- The Pursuing Shadow, regia di Tom Terriss (1915)
- Flame of Passion, regia di Tom Terriss (1915)
- Papa's Wife (1915)
- The Pearl of the Antilles (1915)
- A Woman of the World, regia di Tom Terriss (1916)
- My Country First (1916)
- L'idillio nei campi (Sunnyside) (1919)
- The Harbour Lights, regia di Tom Terriss (1923)
- Quest of the Perfect Woman: The Vampire of Marrakesh (1933)